# Татимов, Макаш Байгалиевич
Макаш Байгалиевич Татимов (30 апреля 1940, Талгар — 16 апреля 2016, Алма-Ата) — советский и казахстанский учёный-демограф, доктор политических наук. Заслуженный деятель науки Казахстана (2002).

## Биография
Родился в городе Талгар Алматинской области. Происходит из подрода байбори рода каракесек племени аргын. В 1961 году поступил в Московский государственный педагогический институт. После окончания института (1966) поступил в аспирантуру Московского экономико-статистического института, которую окончил в 1969 году.
В 1970—1992 годах научный сотрудник Института философии и права АН КазССР. Член совета АН ССР по проблемам народонаселения (1973—1991 гг.) Участник всемирной конференций ООН по проблемам народонаселения земли. (Египет, Каир, 1994 г.)
Обладатель сертификата «Посол Мира» (Сеул, Южная Корея).
В 1992—1995 годах эксперт Информационно-аналитического центра при Президенте Республики Казахстан по вопросам демографической политики, в 1995—1996 годах научный сотрудник Института стратегических исследований Республики Казахстан. С 1996 года заведующий кафедрой политологии и социологии КазГАУ. В 1997—2013 годах ректор Центрально-Азиатского университета.
Опубликовал более 12 монографий.
Награждён орденами «Парасат» (2000) и «Курмет» (2002). Почётный гражданин города Талгар.

### Семья
Супруга: Акчалова Майра Алмабековна, 24.08.1946; Сын: Татимов Мухаметгали Макашевич — 13.07.1984; Дочь: Татимова Мирас Макашевна — 20.08.1982, Татимова Тана Макашевна — 5.05.1970, Татимова Маржан Макашевна — 28.04.1975. Отец четырёх детей, имеет 12 внуков и внучек.

## Издания
- Летопись в цифрах, 1968г;
- Демография-наука о народонаселении, 1975 г;
- Развитие народонаселения и демографическая политика. А., 1979г;
- Социальная обусловленность демографических процессов, А.,1989г;
- Демографическая ситуация в Казахстане, 1990 г.
- Демографическая ситуация современного села, А., 1990 г.
- Демос и демография, 1992г;
- Демография Казахского народа, 1993г;
- Формирование самостоятельной демографической политики РК, 1997г;
- Демография и суверенитет, 1999г;
- Народонаселение Казахстана в 20-30 годах ХХ-века. 2002г;